# Скворцов, Михаил Васильевич
Михаил Васильевич Скворцов — разведчик 90-й отдельной разведывательной роты (87-я гвардейская стрелковая дивизия, вначале 39-я армия, затем 43-я армия, 3-й Белорусский фронт), гвардии младший сержант.

## Биография
Михаил Васильевич Скворцов родился в крестьянской семье в селе Дубовое Николаевского уезда Самарской губернии (в настоящее время Духовницкий район Саратовской области). В 1937 году окончил 7 классов школы, работал учетчиком в тракторной бригаде колхоза.
В 1940 году Духовницким райвоенкоматом был призван в ряды Красной армии. На фронтах Великой Отечественной войны с ноября 1942 года. Воевал на Сталинградском фронте.
При выполнении задания по захвату контрольного пленного 4 февраля 1945 года возле Фальвальде северо-западнее города Фишхаузен (Приморск) гвардии рядовой Скворцов в рукопашной схватке противотанковой гранатой уничтожил пулемёт и огнём автомата уничтожил 6 солдат противника. Вся группа вернулась в часть без потерь. 5 февраля при прочёсывании леса он в бою из личного оружия уничтожил 3-х солдат противника. Приказом по 87-й гвардейской стрелковой дивизии от 13 февраля 1945 года он был награждён орденом Славы 3-й степени.
Гвардии рядовой Скворцов, возглавляя группу разведчиков, при штурме высоты 111,4 в Восточной Пруссии по приказу командования 1 марта 1945 года зашёл в тыл противника с заданием отрезать пути отхода. Обойдя позиции противника и перерезав пути отхода Скворцов с разведчиками ворвались в траншею противника и огнём автоматов и гранатами уничтожили 13 солдат противника и 2 пулемёта. 4-х солдат взяли в плен. Лично Скворцов уничтожил 1 пулемёт и 3-х солдат захватил в плен. Приказом по 87-й гвардейской стрелковой дивизии от 28 марта 1945 года он был награждён орденом Красной Звезды.
Находясь в ночном поиске по захвату контрольного пленного 10 марта 1945 года гвардии младший сержант Скворцов, возглавляя группу захвата, возле населённого пункта Нойкурен (Пионерский) в быстром бою решительными действиями уничтожил 2-х солдат противника и подавил 2 огневые точки. Был представлен к награждению орденом Красной Звезды. Приказом по 43-й армии от 21 марта 1945 года он был награждён орденом Славы 2-й степени.
Гвардии младший сержант Скворцов 5 апреля 1945 года, находясь в поиске, подобрался к траншее противника, ворвался в неё и, оглушив солдата противника прикладом автомата, взял его плен. Тот сообщил командованию ценные сведения, имевшие большое значение при подготовке штурма Кёнигсберга.

При штурме Кёнигсберга Скворцов руководил группой разведчиков. Группа уничтожила около 30 солдат и офицеров противника и 7-х захватила в плен. Было уничтожено 5 автомашин противника и 3 захвачены. Был представлен к награждению орденом Отечественной войны 2-й степени. Указом Президиума Верховного Совета СССР от 29 мая 1945 года он был награждён орденом Славы 1-й степени.
В мае 1946 гвардии старший сержант Скворцов был демобилизован. Жил в селе Берёзовая Лука, затем в селе Дубовое Духовницкого района. Работал оператором поливальных машин в колхозе.
В 1985 году в ознаменование 40-летия Победы он был награждён орденом Отечественной войны 1-й степени.
Скончался Михаил Васильевич Скворцов 12 июня 1990 года.

## Память
- В селе Дубовое его именем названа улица[1].
- Школа села Берёзовая Лука носит имя М.В. Скворцова.